# Jassir Al-Kahtani
Jassir al-Kahtani (ar. ياسر القحطاني, ur. 10 października 1982 w Al-Chubar), saudyjski piłkarz występujący na pozycji napastnika, reprezentant Arabii Saudyjskiej, w sezonie 2006/2007 zawodnik klubu Al-Hilal Rijad (1. liga saudyjska).
Al-Qahtani rozpoczynał swoją karierę piłkarską w klubie Al-Kadisijja z Al-Chubar. W 2000 roku zadebiutował w reprezentacji Arabii Saudyjskiej. W międzyczasie zmienił klub na Al-Hilal Rijad, z którym zdobył w 2005 mistrzostwo kraju. W 2006 został zabrany przez trenera Marcosa Paquetę na Mistrzostwa Świata, na których zdobył bramkę w pierwszym meczu grupowym z Tunezją, zremisowanym 2:2. Do tej pory rozegrał w drużynie narodowej 94 mecze i zdobył 59 bramek.